# Vermio-bjergene
Vermio-bjergene (græsk: Βέρμιο), i gammel tid, Bermion (græsk: Βέρμιον), er en bjergkæde i det nordlige Grækenland. Den ligger mellem den regionale enhed Imathia i periferien Centralmakedonien og Kozani-regionen i periferien Vestmakedonien. Området ligger vest for sletten Kambanien. Byen Veria, som er hovedstaden i Imathia, er bygget ved foden af bjergkæden. Det højeste punkt i området er toppen Chamiti (græsk: Χαμίτη) der er 2.065 moh. og ligger vest for Naousa.
På tyrkisk er bjerget kendt som Karatash (Karataş), på bulgarsk som Karakamen (Каракамен).
I Vermio-bjergene ligger skisportssteder som Seli og Tria Pente Pigadia .
Bjerget blev nævnt i antikken af Plinius, Strabo, Stefanus af Byzans, Hierokles, Ptolemæus, og Thukydid og Herodot. I klassisk tid blev bjerget af Herodot anset for at være ufremkommeligt, og ifølge traditionen skulle paradiset holdes på den anden side. I hellenistisk tid var det en indre grænse i den makedonske stat. 

## Galleri
- Landskab
- Panagia Paramythia Kloster
- Skiportssted